# Rebecca Night
Rebecca Night (nacida Rebecca Hardwick; 13 de julio de 1985) es una actriz británica quien hizo el papel protagónico en la serie Fanny Hill.

## Origen
Rebecca Night nació en Poole, Dorset. Asistió a la Yarrells Preparatory School en Upton, Dorset donde le gustaba ser parte de las producciones teatrales anuales, y luego asistió al Parkstone Grammar School en Poole como también al Brownsea Open Air Theatre.
Night es exmiembro de National Youth Theatre, donde hizo de Hero en Mucho ruido y pocas nueces y en El maestro y Margarita en el Lyric Hammersmith.

## Carrera
Night se hizo conocida con el papel protagónico en la producción de BBC, Fanny Hill.
Desde entonces ha hecho de Catherine Linton en Cumbres Borrascosas, junto a Tom Hardy, Sarah Jones en la película Suspension of Disbelief y de Yvonne Moncin en Maigret, junto a Rowan Atkinson.
Entre sus papeles teatrales está el de Cecily Cardew en La importancia de llamarse Ernesto y The Grapes of Wrath.
En la actualidad, participa en la producción original de Prism.

### Filmografía

#### Películas
- Mike Figgis' Suspension of Disbelief como Sarah
- Dartmoor Killing como Susan
- Leopard como La Chica, dirigida por Eoin Macken

#### Televisión
- Fanny Hill como Fanny Hill
- "Maigret" como Yvonne Moncin
- Starlings como Bell[3]
- Cumbres Borrascosas como Catherine Linton
- Lark Rise to Candleford como Nan Carter
- Agatha Raisin junto a Ashley Jensen

#### Teatro
- Prism como Lucy/Marilyn Monroe/Betty Bacall
- The Meeting como Ellen
- Tío Vania como Yelena
- The Grapes of Wrath como Rose
- Spoonface Steinberg como Spoonface Steinberg
- La importancia de llamarse Ernesto como Cecily Cardew

#### Videojuego
- Mass Effect: Andromeda (2017) como Keri T'Vessa

#### Anuncio
- BT Infinity Broadband (2012) como Anna

## Vida personal
Está casada con el actor Harry Hadden-Paton, a quien conoció cuando actuaba en La importancia de llamarse Ernesto. Tienen dos hijas, Martha y Audrey.